# Castellciutat
Castellciutat – miejscowość w Hiszpanii, w Katalonii, w prowincji Lleida, w comarce Alt Urgell, w gminie La Seu d’Urgell.
Według danych INE w 2020 roku liczyła 415 mieszkańców – 209 mężczyzn i 206 kobiet. 